# Julien Watrin
Julien Watrin (Virton, 27 de junio de 1992) es un deportista belga que compite en atletismo, especialista en las carreras de relevos.
Ganó una medalla de bronce en el Campeonato Mundial de Atletismo de 2022 y una medalla de oro en el Campeonato Mundial de Atletismo en Pista Cubierta de 2022.
Además, obtuvo dos medallas en el Campeonato Europeo de Atletismo, en los años 2016 y 2022, y siete medallas en el Campeonato Europeo de Atletismo en Pista Cubierta entre los años 2015 y 2025.
Participó en los Juegos Olímpicos de Río de Janeiro 2016, ocupando el cuarto lugar en la prueba de 4 × 400 m.

## Palmarés internacional
| Campeonato Mundial                   | Campeonato Mundial       | Campeonato Mundial | Campeonato Mundial |
| Año                                  | Lugar                    | Medalla            | Prueba             |
| ------------------------------------ | ------------------------ | ------------------ | ------------------ |
| 2022                                 | Eugene (Estados Unidos)  | Medalla de bronce  | 4 × 400 m          |
| Campeonato Mundial en Pista Cubierta |                          |                    |                    |
| Año                                  | Lugar                    | Medalla            | Prueba             |
| 2022                                 | Belgrado (Serbia)        | Medalla de oro     | 4 × 400 m          |
| Campeonato Europeo                   |                          |                    |                    |
| Año                                  | Lugar                    | Medalla            | Prueba             |
| 2016                                 | Ámsterdam (Países Bajos) | Medalla de oro     | 4 × 400 m          |
| 2022                                 | Múnich (Alemania)        | Medalla de plata   | 4 × 400 m          |
| Campeonato Europeo en Pista Cubierta |                          |                    |                    |
| Año                                  | Lugar                    | Medalla            | Prueba             |
| 2015                                 | Praga (República Checa)  | Medalla de oro     | 4 × 400 m          |
| 2017                                 | Belgrado (Serbia)        | Medalla de plata   | 4 × 400 m          |
| 2019                                 | Glasgow (Reino Unido)    | Medalla de oro     | 4 × 400 m          |
| 2023                                 | Estambul (Turquía)       | Medalla de oro     | 4 × 400 m          |
| 2023                                 | Estambul (Turquía)       | Medalla de plata   | 400 m              |
| 2025                                 | Apeldoorn (Países Bajos) | Medalla de oro     | 4 × 400 m mixto    |
| 2025                                 | Apeldoorn (Países Bajos) | Medalla de bronce  | 4 × 400 m          |